# لابلاند
لابلاند (بالإنجليزية: Lapland)‏ منطقة فردية في مقاطعة غرينوود في كانساس في الولايات المتحدة 